# Club Basquet Inca
Club Bàsquet Inca fue un club de baloncesto de España con sede en Inca, Islas Baleares.
Durante su última temporada la denominación del equipo fue Fundació basquetinca.com, tras la marcha del patrocinador principal "Drac", que dio nombre al equipo durante ocho temporadas.

## Historia
El Club Bàsquet Inca se fundó oficialmente en 1989, aunque dos años antes, en 1987 se formara un equipo llamado Bàsquet Inca compuesto por jóvenes procedentes de un primer equipo llamado Los Pinos, que acabaría por convertirse en el actual Club Bàsquet Inca.
En cinco años se consiguieron tres ascensos y en la temporada 1994-95 se conseguía el título de Campeón de Baleares y se ganaba el derecho a disputar el ascenso de la liga EBA.
En 1996 fue uno de los fundadores de la liga LEB que disputó hasta el año 2004 que descendió a la liga LEB 2.
En la temporada 2004-05 no pudo conseguir su objetivo que no era otro que el de retornar a la LEB, y el club accedió a comprar la plaza del CB Valls, intercambiando las plazas ambos clubs y consiguiendo de esta manera el retorno a la segunda categoría del baloncesto español.
En la temporada 2005-06 se clasificó para la disputa de la eliminatoria de ascenso, Bruesa GBC el rival ganó los 3 partidos de la eliminatoria.
La temporada  2006-07 volvió a clasificarse, enfrentándose esta vez al CAI Zaragoza, perdiendo los 3 partidos de play-off.
El día 12 de junio del 2008 se fusionó con el Club Bàsquet Muro para pasar a formar parte del Bàsquet Mallorca.

## Denominaciones
- Gráficas García Inca (1995-1998)
- Ciutat d'Inca (1998-1999)
- Drac Inca (1999-2007)
- Fundació basquetinca.com (2007-2008)

## Temporadas
| Temporada | Nivel | División     | Pos. | Postemporada                      | TR    | PO       | Copa          | Copa |
| --------- | ----- | ------------ | ---- | --------------------------------- | ----- | -------- | ------------- | ---- |
| 1990-91   | 6     | 1.ª Regional |      | Ascenso                           | –     | –        | –             | –    |
| 1991-92   | 5     | Autonómica   | –    | –                                 | –     | –        | –             | –    |
| 1992-93   | 5     | Autonómica   |      | Ascenso                           | –     | –        | –             | –    |
| 1993-94   | 3     | 2.ª División | –    | –                                 | –     | –        | –             | –    |
| 1994-95   | 3     | 2.ª División |      | Ascenso                           | –     | –        | –             | –    |
| 1995-96   | 2     | Liga EBA     | 4.º  | Fase clasificación (4.º)/ Ascenso | 19-11 | (2-1)1-5 | –             | –    |
| 1996-97   | 2     | LEB          | 10.º | Octavos final (10.º)              | 10-16 | 2-3      | –             | –    |
| 1997-98   | 2     | LEB          | 13.º | –                                 | 9-15  | –        | Copa Príncipe | SC   |
| 1998-99   | 2     | LEB          | 14.º | PO permanencia (14.º)             | 5-21  | 1-3      | –             | –    |
| 1999-00   | 2     | LEB          | 9.º  | Octavos final (9.º)               | 15-15 | 2-3      | Copa Príncipe | SF   |
| 2000-01   | 2     | LEB          | 5.º  | Cuartos final (6.º)               | 17-13 | 2-3      | –             | –    |
| 2001-02   | 2     | LEB          | 12.º | –                                 | 10-20 | –        | –             | –    |
| 2002-03   | 2     | LEB          | 13.º | PO permanencia (13.º)             | 12-18 | 3-1      | Copa Príncipe | SF   |
| 2003-04   | 2     | LEB          | 16.º | PO permanencia (17.º)/ Descenso   | 14-20 | 2-3      | –             | –    |
| 2004-05   | 3     | LEB 2        | 3.º  | Cuartos final (6.º)/ Ascenso      | 21-9  | 0-3      | –             | –    |
| 2005-06   | 2     | LEB          | 4.º  | Cuartos final (5.º)               | 21-13 | 0-3      | Copa Príncipe | SC   |
| 2006-07   | 2     | LEB          | 6.º  | Cuartos final (7.º)               | 19-15 | 0-3      | –             | –    |
| 2007-08   | 2     | LEB Oro      | 16.º | –                                 | 12-22 | –        | –             | –    |

## Plantilla de la temporada 2007-2008
| - Bases: - Joan Riera - Carles Bivià Muñoz - Kestutis Marciulionis - Vicente McTrayer - Aleros: - Alberto Ruíz de Galarreta - Marc Blanch - Tomás López Rodríguez - Ala-Pívots: - Sotiris Manolopoulos, cedido al Palencia hasta final de temporada - Anthony Stacey - Pívots: - Danya Abrams - Jan Orfila - Sergio Bruno Antunes Ramos - Albert Alzamora - Lamont Hamilton |

## Cuerpo técnico
- Entrenador:
  -  José Luis Abós
- 2.º Entrenador:
  -  Ángel Cepeda
- 3.º Entrenador:
  -  Xavier Nin
- Preparador físico:
  -  Antoni Mir
- Fisioterapeuta:
  -  Oscar Delgado
  -  Beatriz Yáñez